# Курагеу
Курагеу (рум. Curagău) — село у повіті Ясси в Румунії. Входить до складу комуни Комарна.
Село розташоване на відстані 318 км на північний схід від Бухареста, 16 км на південний схід від Ясс.

## Населення
За даними перепису населення 2002 року у селі проживали 142 особи, усі — румуни. Усі жителі села рідною мовою назвали румунську.